# Елена Асенина
Елена е българска княгиня и никейска императрица.

## Произход
Дъщеря е на българския цар Иван Асен II и унгарската принцеса Ана-Мария. Сестра е на цар Коломан I Асен и на княгиня Тамара Асенина. По майчина линия Елена е внучка на унгарския крал Андраш II и Гертруда от Мерания.

## Годеница на Балдуин II
През 1228 Елена е сгодена за малолетния император на Латинската империя, Балдуин II, който наследява престола в Константинопол след смъртта на император Робер дьо Куртене. В своята хроника италианецът Марино Сануто коментира причините за този годеж:
| „ | И така, когато властта в Цариградската империя била наследена от Балдуин, който бил невръстен, за по-голяма полза бил сключен договор и с клетва било утвърдено, че дъщерята на загорския цар [Иван Асен II], мъж славен и могъщ по това време в тези земи, ще встъпи в брак с невръстния, чрез което родство споменатият Балдуин се надявал на големи дела, както и немалко да укрепи своята власт. | “ |

Сключеният договор и годежът на Елена за Балдуин II увеличават влиянието на Иван Асен II в Константинопол. Заветната мечта на българските царе да станат пълновластни господари на Втория Рим била напът да стане реалност. Обезпокоени от това латинските барони сключват таен договор с бившия крал на Йерусалим, според който Жан дьо Бриен бил признат за настойник на Балдуин II, а дъщеря му трябвало да бъде омъжена за малолетния император – това се случва през 1231 г. и съответно годежът на Елена и Балдуин II бил официално разстрогнат.

## Брак с Теодор II Ласкарис
Измяната на бароните и връщането на Елена в България накарало Иван Асен II да прекрати унията с Рим и да се преориентира към съюз с изконния враг на латините – Никейската империя. В края на 1234 г. българският цар сключва договор с никейския император Йоан III Дука Ватаций за взаимни действия срещу Латинската империя, в замяна на което Никейският патриарх съдействал за признаването на патриаршеско достойнство на търновския архиепископ. Този път Елена е сгодена за наследника на никейския престол – единадесетгодишния Теодор II Ласкарис. Хрониката на Георги Акрополит предава подробно обстоятелствата около бракосъчетанието между Елена и Теодор Ласкарис:
| „ | След това и Асен с жена си, унгарката Мария, и дъщеря си Елена дойде в Калиопол и там се срещна с императора. И двамата извършиха необходимото по отношение на приятелството. Иван Асен не премина през Хелеспонт, но остана в пределите на Калиопол. Император Йона премина със съпругата му и дъщеря му в Лампсак, където бе императрица Ирина. Там стана бракосъчетанието на децата, като религиозния обред извърши патриарх Герман. Тогава бе решено с императорско и съборно постановление и търновският архиерей, който беше подчинен на константинополския, да бъде почетен като самостоятелен и бе постановено да се нарича патриарх, тъй като властниците се отблагодаряваха на българския владетел Асен заради родството и приятелството [с него]. След като бе направено всичко, което се отнася до това, императрица Ирина взе сина си и невестата и живееше в източните земи. Също така и съпругата на Асен се завърна в своите земи. А императорът Йоан и Асен взеха със себе си войски и извършиха нападение по западните земи, които бяха под игото на латиняните. | “ |

През 1237 г. поради някои неуспехи в съвместната борба срещу латините Иван Асен решава да прекрати договора си с Никея и да върне обратно дъщеря си в България. Георги Акрополит описва повторното връщане на Елена в България и причините за това:
| „ | Тъй като син му [на Йоан Дука Ватаци] Теодор беше дете – той навършваше, както казахме, 11 години, когато беше сключил брак с княгиня Елена, – бракът оставаше формален. Те бяха отведени и възпитавани от императрица Ирина, понеже тя беше с добър характер и беше склонна към всичко добро. И тъй положението на латиняните беше много тежко и със сродяването на двамата самодръжци тяхната гордост бе много унизена. Крал Йоан [де Бриен], след като живя още малко, умря и остави като наследство властта в Константинопол на зет си Балдуин, а Асен, като се разкая, както стана явно, за договорите с император Йоан, търсеше начин да освободи дъщеря си от брака с император Теодор и да я омъжи за друг. Защото като владетел на народ, някога подчинен на ромеите, той се боеше много от благоприятния обрат за тях. И тъй Асен търсеше, както изглеждаше, благовиден повод, макар това да не остана скрито от онези, които познаваха положението. Той изпрати пратеници при императора и императрицата, които да съобщят, че понеже били близо до Адрианопол, той и съпругата му искали да видят малката си дъщеря и да я прегърнат родителски. Те щели да изпълнят обичая и веднага щели да я върнат при свекъра и при съпруга. Император Йоан и императрица Ирина, макар че разбираха добре постъпката и съзнаваха ясно хитростта, все пак пратиха при Асен дъщеря му. Те си казаха, че ако той задържи дъщеря си и я откъсне от законния ѝ съпруг, има Бог, който вижда всичко и налага наказания на тези, които престъпват клетвите и нарушават договорите, сключени пред бога. И тъй българинът взе дъщеря си и замина, като върнал назад всички, които я придружаваха. Той преминал Хемус и се отправил към Търново, а дъщеря му плакала и тъгувала за свекървата си – императрица Ирина – и скърбяла много за раздялата със съпруга [си]. Тогава, разправят, Асен я взел да седне отпред па седлото му, ударил я с ръката [си] по главата и я заплашил страшно, че ще я убие, ако не понесе мълчаливо това, което той е решил за нея. | “ |

След повторното връщане на Елена в родината ѝ между България и Латинската империя е сключен нов договор срещу Никея. По време на единствената акция на българи и латини срещу никейците – обсадата на Цурулум, от Търново пристига новината, че съпругата на Иван Асен II, по-малкият му син и патриархът станали жертва на върлуваща по това време чума. Ето как тази новина се отразява върху съдбата на Елена според Георги Акрополит:
| „ | ....И тъй Асен, след като му се случили гореспоменатите нещастия, мислейки напълно благочестиво, че това е станало, понеже е нарушил клетвените споразумения, които сключи с император Йоан, и понеже разделил дъщеря си от съпруга ѝ Теодор, разкаял се за това и изпрати пратеници при императора и обвинявайки се за твърде лошата постъпка, искаше да възстанови договорите и молеше прошка за извършеното. А император Йоан и императрица Ирина, понеже бяха склонни повече към благочестие и набожност, приеха и пратеничеството и без да влизат в дълги преговори, възобновиха клетвите и извикаха отново снахата Елена. И тъй тя бе изпратена при свекъра и съпруга си и отново между българи и ромеи [настъпи] мир. | “ |

След завръщането си в Никея Елена окончателно остава при съпруга си Теодор Ласкарис. През 1254 г. Теодор Ласкарис наследява престола на Никейската империя като император Теодор II Дука Ласкарис, а Елена получава титлата императрица на Никея.

## Деца
Елена и Теодор II Ласкарис имат шест деца, на пет от които имената са известни:
- Ирина, омъжена за българския цар Константин Тих Асен (1257 – 1277)
- Мария
- Теодора, омъжена за Матьо от Монс, барон на Велигости в Ахея.
- Евдокия,омъжена за италианския граф Пиетро ди Вентимиля.
- Йоан IV Дука Ласкарис, никейски император (1258 – 1261)